# Bến Tre (provincie)
Bến Tre, uitspraak: [ɓen35 cɛ33] is een provincie van Vietnam, gelegen in de vlakte van de Mekong. Het ligt aan de Zuid-Chinese Zee en heeft 60 km kust. Het grenst aan de provincie Tiền Giang in het noorden, aan Vinh Long in het westen en zuidwesten en aan Trà Vinh in het zuiden. De hoofdstad is de gelijknamige stad Ben Tre en ligt op 85 km van Ho Chi Minhstad.

## Districten

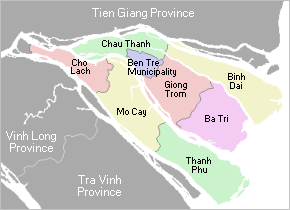
provincie Bến Tre, indeling in districten; het district Mỏ Cày werd in 2009 gesplitst in een noordelijk en een zuidelijk deel

De provincie is onderverdeeld in één stad en acht districten Chau Thanh, Cho Lach, Mỏ Cày Nam (Zuid-Mỏ Cày), Mỏ Cày Bắc (Noord-Mỏ Cày), Giong Trom, Binh Dai, Ba Tri en Thanh Phu. De stad Ben Tre staat op hetzelfde niveau als de districten.

## Aardrijkskundig
De provincie heeft een oppervlakte van 2 322 km² en telde in 2004 1 345 600 inwoners. Vroeger heette ze Kien Hoa (Kiến Hoà).
De vier zijrivieren van de Tien (sông Tiền) – namelijk de My Tho (sông Mỹ Tho), de Ba Lai (sông Ba Lai), de Ham Luong (sông Hàm Luông) en de Co Chien (sông Cổ Chiên) – delen de provincie op in drie eilandjes: Minh, Bao (Bảo) en An Hoa (An Hoá). Behalve deze rivieren zijn er ook nog de rivier de Ben Tre (sông Bến Tre), het Bang Cungkanaal (rạch Bàng Cùng), het Themkanaal (kinh Thêm), het Tan Huongkanaal (kinh Tân Hương), het Tien Thuykanaal (kinh Tiền Thuỷ), het Cau Maykanaal (rạch Cầu Mây), het Vung Luongkanaal (rạch Vũng Luông) en andere.
De kust van de provincie is 60 km lang en zeer geschikt om te vissen. Behalve de open zee zijn er ook kleine eilandjes zoals het eiland Loi (Cồn Lợi) en het eiland Ho (Cồn Hồ). De provincie bezit ook vier havens: de Daihaven (cửa Đại) aan de Mekong, en havens aan de rivieren de Ba Lai, de Ham Luong en de Co Chien die de naam van de rivier dragen.
De geografie is vlak, afgewisseld met zandduinen en beplante gronden. Er zijn geen grote bossen. De rivieren zijn overal zeer geschikt voor transport en irrigatie.
De provincie heeft een tropisch klimaat met moesson. Het regenseizoen duurt van mei tot oktober, het droogseizoen is gedurende de rest van het jaar. De gemiddelde temperatuur is heel het jaar door 26 à 27 °C. De gemiddelde jaarlijkse neerslag bedraagt 1250 tot 1500 mm. De vele rivieren en kanalen maken dat Ben Tre ideaal is voor ecotoerisme. Er wordt aandacht besteed aan natuurbehoud en er zijn allerhande tuinen. Er zijn ook heel wat fruitsoorten die er groeien en verscheidene vissoorten. Er groeien ook tabak, suikerriet en bloemen. De provincie heeft ook heel wat kokospalmen (ongeveer 40 000 ha is ermee beplant) en staat bekend om haar specialiteit de kokossnoepjes (kẹo dừa). Andere specialiteiten zijn de pannenkoek van My Long (bánh tránh Mỹ Lông) en de soufflé van Son Doc (bánh phồng Sơn Đốc). Het dorp van Cai Mon (làng nghề Cái Mơn) staat ook bekend om de vele soorten fruitbomen die het hele jaar door vruchten leveren.

## Geschiedenis
In de tijd van Minh Mang maakte Ben Tre deel uit van de provincie Vinh Long. Tijdens de Franse overheersing werden de zes zuidelijke provincies verdeeld tot 20 (wat er later 21 zouden worden, met de toevoeging van Vung Tau). Hiermee is Ben Tre ontstaan.
In 1862 zorgde Phan Cong Tong (Phan Công Tòng, van het dorp An Bình Đông in het district Ba Tri) voor een rebellie tegen de Fransen. Hij sneuvelde in 1867. In het einde van dat jaar veroverden de Fransen de zuidelijke provincies Kiên Giang (toen Hà Tiên), An Giang en Vinh Long.
De schrijver Phan Thanh Gian uit Bao Thanh (làng Bảo Thành) in Ba Tri, pleegde zelfmoord door deze bezetting, nadat hij zijn nazaten op het hart had gedrukt zich nooit te onderwerpen. Drie van zijn zoons zetten een leger op de been en bevochten de Fransen. Heel wat gewone volksmensen sloten zich bij hen aan. Twee van de gebroeders Phan sneuvelden bij de veldslag van Giong Gach (Giồng Gạch) in 1870 en de derde, Phan Liem (Phan Liêm) vertrok naar het noorden om er aan de zijde van Nguyen Tri Phuong.
In diezelfde tijd verliet Nguyen Dinh Chieu de provincie van Long An om in Ba Tri te gaan wonen. Hoewel hij blind was, schreef hij heel wat poëzie tegen de Franse bezetting.